# BlackBerry Pearl
BlackBerry 8100 là một điện thoại di động dòng Pearl được thiết kế và phát triển bởi RIM (Research In Motion). Blackberry 8100 được các nhà sản xuất trang bị chức năng chụp ảnh và nghe nhạc. Được phát hành vào tháng 9 năm 2006.

## Thông số kỹ thuật
- Kích thước (Rộng x Dày x Cao): 2 in x 0.6 in x 4.2 in.
- Trọng lượng: 90 g.
- Thời gian đàm thoại: Lên tới 210 phút (3.5 Giờ).
- Thời gian chờ: Lên tới 360 giờ (15 ngày).
- Camera: 1.3 Megapixel, hỗ trợ đèn Flash.
- Chơi nhạc: MP3.
- Bluetooth 2.0
- Danh bạ.
- Lịch làm việc.
- Trình duyệt Web: HTML.
- GPS.
- GPRS.
- Java: Có.
- Máy tính cá nhân.
- Trò chơi: Có, có thể tải thêm.
- Tin nhắn: SMS, MMS
- Tin nhắn nhanh.
- Push e-mail
- Quay số bằng giọng nói.
- Loa ngoài.

## So sánh điện thoại Blackberry
Phần lớn các máy điện thoại Blackberry có bàn phím QWERTY. Nhưng riêng dòng Pearl và một số dòng khác nói chung và Blackberry 8100 nói riêng thì bàn phím được thiết kế đặc biệt một chút. Bàn phím được thiết kế kiểu 1/2 QWERTY, bàn phím gồm có 4 hàng và 5 cột. Tạo nên sự thuật tiện không kém so với bàn phím QWERTY.
Không giống như các loại điện thoại Blackberry trước đây, Blackberry 8100 có một số thay đổi, nó được trang bị máy ảnh, máy nghe nhạc và các chương trình đa phương tiện khác. Vì vậy nó đòi hỏi một thiết bị lưu trữ lớn hơn 64MB bộ nhớ trong để lưu trữ nhiều hơn các tệp tin đa phương tiện, khe cắm thẻ nhớ trong máy đã đáp ứng được điều này.
Đáng chú ý hơn cả, chiếc Blackberry 8100 sử dụng một Trackball mờ thay vì các bánh xe di chuyển truyền thống của Blackberry, tạo nên sự linh hoạt trong điều khiển.